# Данилов, Игорь Анатольевич
И́горь Анато́льевич Дани́лов (род. 22 апреля 1964, Ленинград) — российский программист, автор популярного антивируса Dr. Web, технический директор и основатель компании «Доктор Веб».

## Биография
Родился 22 апреля 1964 года в Ленинграде.
После обучения в Ленинградском институте авиационного приборостроения (ныне — ГУАП) работал инженером по авиационным оборонным проектам в ЦНПО «Ленинец». С 1990 года занимается разработками в области антивирусной защиты. Свой первый вирусный анализатор Игорь Данилов написал из энтузиазма в желании избавить свой НИИ от
вирусных угроз. В 1992 начал разработку антивируса Dr.Web, а в 1993 году Dr.Web стал первой антивирусной программой, распознавшей и уничтожившей полиморфный вирус, что принесло ему известность в среде мировых разработчиков антивирусных средств и специалистов по борьбе с вирусами.
В 2003 основал компанию «Доктор Веб».
В 2010 году было зафиксировано массовое ложное срабатывание антивируса Dr.Web,  в результате которого были удалены сотни тысяч файлов ctfmon.exe. Данилов назвал  данный инцидент курьезным  и объяснил его тем, что  вирусный аналитик вручную отключил все автоматы, блокирующие выпуск дополнения, имеющего ложные срабатывания.

## Личная жизнь
Женат, отец двоих детей.